# Steffen Graewer
Steffen Graewer (* 10. April 1968 in Rostock) ist ein deutscher Pianist.

## Leben
Graewer begann im Alter von vier Jahren nach dem Besuch eines Klavierkonzerts mit klassischem Klavierunterricht. Er war zwischen 1983 und 2004 an verschiedenen Klassik-, Rock- und Jazz-Projekten beteiligt. Er spielte u. a. mit Gunter Hampel, Ed Thigpen,  Anders Bergcrantz, Tomas Franck, Jesper Bodilsen, Morten Lund und Jens Winther. Zwischen 1993 und 2016 war er zudem als Dozent an der Hochschule für Musik und Theater Rostock tätig und unterrichtete dort Tonsatz, Musikgeschichte und Gehörbildung. Er gründete 1998 das LandesJugendJazzOrchester Mecklenburg-Vorpommern und war mit ihm zweifacher Preisträger bei der ersten Bundesbegegnung Jugend jazzt.
Nach Mitwirkungen an den CD-Produktionen Save the Best und Quiet Nights veröffentlichte er 2008 das Debütalbum Venus, das er mit dem Steffen Graewer Trio, bestehend neben ihm selbst aus Scott White und Kay Lübke, aufnahm.

## Diskografische Hinweise
- Pasternack Group & Jaqueline Boulanger Save the Best (1999)
- Pasternack Group & Jaqueline Boulanger Quiet Nights (2001)
- Venus (Verlag ClaraCharlotte, 2008)